# Đại dương Tethys

Pha đầu tiên trong hình thành đại dương Tethys: Biển Tethys (đầu tiên) chia Pangaea thành hai siêu lục địa là Laurasia và Gondwana.

Biển Tethys hay đại dương Tethys là một đại dương trong đại Trung Sinh nằm giữa hai lục địa là Gondwana và Laurasia trước khi xuất hiện Ấn Độ Dương.

## Học thuyết lịch sử

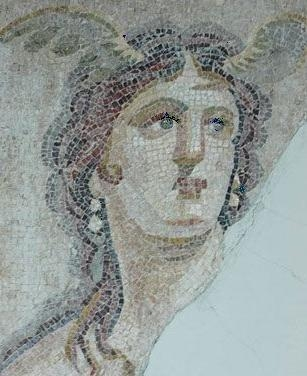
Nữ thần Tethys,
tranh khảm bảo tàng Antakya, Thổ Nhĩ Kỳ

Năm 1893, sử dụng các mẫu vật hóa thạch từ dãy núi Alps và châu Phi, Eduard Suess đã đề xuất một thuyết rằng một biển nội địa nông đã từng tồn tại giữa Laurasia và Gondwana. Ông đặt tên nó là 'Tethys sea' theo tên gọi của nữ thần biển trong thần thoại Hy Lạp là Tethys. Học thuyết về kiến tạo địa tầng sau đó đã bác bỏ hoặc gạt ra một bên nhiều phần trong học thuyết của Suess, thậm chí xác định sự tồn tại sớm hơn của một khu vực lớn chứa nước gọi là đại dương Tethys. Tuy nhiên, khái niệm tổng thể của Suess vẫn là tương đối đúng đắn và giàu sức tưởng tượng vào thời kỳ đó, vì thế nói chung ông được coi là người phát hiện ra cả biển Tethys lẫn đại dương Tethys.

## Học thuyết hiện tại
Vào khoảng 250 triệu năm trước, vào cuối kỷ Permi của đại Cổ Sinh, một đại dương mới đã bắt đầu hình thành ở phần cuối phía nam của đại dương Paleo-Tethys. Một đường nứt gãy đã hình thành dọc theo thềm lục địa phía bắc của Nam Pangaea (Gondwana). Trên 60 triệu năm tiếp theo, mảnh thềm lục địa này, được biết đến như là mảng Cimmeria, di chuyển theo hướng bắc, đẩy đáy của đại dương Paleo-Tethys vào dưới phần cuối phía đông của Bắc Pangaea (Laurasia). Đại dương Tethys đã hình thành giữa Cimmeria và Gondwana, ngay phía trên nơi mà Paleo-Tethys đã từng tồn tại.
Trong kỷ Jura (150 Ma), Cimmeria cuối cùng va chạm với Laurasia. Nơi nó ngừng lại, đáy đại dương dưới nó oằn xuống, tạo thành rãnh Tethys. Mực nước dâng lên và phía tây Tethys che phủ nông các phần đáng kể của châu Âu. Vào cùng khoảng thời gian đó, Laurasia và Gondwana bắt đầu trôi dạt ra xa nhau, tạo thành Đại Tây Dương giữa chúng. Trong khoảng thời gian giữa kỷ Jura và kỷ Phấn Trắng (100 Ma), Gondwana bắt đầu tách ra, đẩy châu Phi và Ấn Độ về phía bắc, ngang qua Tethys và tạo thành Ấn Độ Dương. Do các khối đất khổng lồ này ép nó từ mọi phía, nên cho tới Hậu Miocen (15 Ma), đại dương Tethys liên tục bị co hẹp lại, trở thành biển Tethys (thứ hai).
Ngày nay, Ấn Độ, Indonesia và Ấn Độ Dương che phủ khu vực trước đây là đại dương Tethys, còn Thổ Nhĩ Kỳ, Iraq, Tây Tạng, Đông Dương nằm trên Cimmeria. Cái đã từng là biển Tethys trở thành Địa Trung Hải. Các dấu tích còn lại khác là Biển Đen, biển Caspi và biển Aral (thông qua nhánh nội địa cũ được biết đến như là Paratethys). Phần lớn đáy của đại dương Tethys biến mất dưới Cimmeria và Laurasia. Con người chỉ biết tới việc Tethys đã tồn tại là nhờ các nhà địa chất như Suess đã tìm thấy các hóa thạch của các sinh vật sinh sống trong lòng đại dương có trong các lớp đá tại dãy núi Himalaya. Vì thế, người ta biết rằng các lớp đá này đã từng nằm dưới nước, trước khi thềm lục địa Ấn Độ bắt đầu bị đẩy lên khi nó va mạnh vào Cimmeria. Người ta cũng có thể thấy các chứng cứ địa chất tương tự trong kiến tạo sơn Alps của châu Âu, nơi mà chuyển động của mảng châu Phi đã nâng dãy núi Alps lên.
Các nhà cổ sinh vật học cũng nhận thấy đại dương Tethys có tầm quan trọng đặc biệt do phần lớn các thềm biển trên thế giới là nằm cạnh rìa của nó trong một gian dài như vậy. Các hóa thạch biển, đầm lầy, và cửa sông từ các thềm này có tầm quan trọng cổ sinh học đáng kể.

## Thuật ngữ và phân chia
Giống như các khoa học khác, địa chất học ilà một hệ thống liên tục tiến hóa của các học thuyết, và các thuật ngữ được sử dụng để mô tả các thành hệ tiền sử khác nhau cũng biến động do có thêm nhiều học thuyết chính xác hơn nổi lên. Ví dụ, nhiều nguồn internet sử dụng "đại dương Tethys" để chỉ "biển Tethys" hay ngược lại. Một số thậm chí còn dùng sai lầm thuật ngữ biển Tethys để chỉ Đại Tây Dương đang mở rộng ra trong kỷ Jura.
Phần phía tây của đại dương Tethys gọi là biển Tethys, đại dương Tây Tethys hay đại dương Tethys Alps. Biển Đen, biển Caspi và biển Aral được coi là các tàn tích lớp vỏ (mặc dù Biển Đen trên thực tế có thể là tàn tích của đại dương Paleo-Tethys cổ hơn). Tuy nhiên, "Tây Tethys" này không đơn giản chỉ là một đại dương rộng đơn lẻ. Nó bao phủ nhiều mảng, vòng cung đảo và tiểu lục địa nhỏ kỷ Phấn Trắng. Nhiều lòng chảo đại dương nhỏ (đại dương Valais, đại dương Piemont-Liguria) được tách rời nhau bằng các chùm vỉa lục địa trên các mảng Albora, Iberia, Apulia. Mực nước biển cao trong đại Trung Sinh làm ngập lụt phần lớn lãnh thổ lục địa này tạo ra các biển nông. Trong đại Tân Sinh, các khu vực rộng lớn ở trung và đông châu Âu bị che phủ bởi nhánh phía bắc, gọi là Paratethys hay biển Pannonia, đã dần dần biến mất từ cuối thế Miocen, trở thành một biển nội địa cô lập và cuối cùng khô kiệt đi trong thế Pleistocen.
Phần phía đông của đại dương Tethys được gọi tương tự là Đông Tethys.
Khi các học thuyết được hoàn thiện, các nhà khoa học đã mở rộng khái niệm "Tethys" để chỉ các đại dương tương tự tồn tại trước nó. Đại dương Paleo-Tethys, như đề cập trên đây, tồn tại từ kỷ Silur (440 Ma) qua kỷ Jura, nằm giữa chùm vỉa Hun và Gondwana (sau đó là chùm vỉa Cimmeria). Trước đó, đại dương Proto-Tethys đã tồn tại từ kỷ Ediacara (600 Ma) tới kỷ Devon (360 Ma), nằm giữa Baltica và Laurentia ở phía bắc và Gondwana ở phía nam. Không nên nhầm các đại dương Tethys này với đại dương Rhea, đã tồn tại ở phía tây chúng trong kỷ Silur.